# Pedro Isaac Muléns
Pedro Isaac Muléns Herrera (Florida, 22 dicembre 1985) è un lottatore cubano, specializzato nella lotta greco-romana.

## Biografia
Ha rappresentato Cuba ai Giochi olimpici estivi di Londra 2012, dove ha concluso al quinto posto in classifica nel torneo dei lotta greco-romana nei 66 chilogrammi.

## Palmarès
- Mondiali

Herning 2009: bronzo nei 66 kg.
Istanbul 2011: bronzo nei 66 kg.
- Giochi panamericani

Guadalajara 2011: oro nei 66 kg.
- Campionati panamericani

Maracaibo 2009: oro nei 66 kg.
Monterrey 2010: oro nei 66 kg.
Colorado Spring 2012: oro nei 66 kg.